# Козацьке (Берестинський район)
Коза́цьке (вимоваⓘ; до 17 лютого 2016 — Комуна́рське) — село в Україні, у Берестинському районі Харківської області. Населення становить 581 осіб. Орган місцевого самоврядування — Слобожанська селищна рада.

## Географія
Село знаходиться на відстані 1,5 км від річки Багата (правий берег), на протилежному березі розташоване село Писарівка, примикає до селища Слобожанське. По селу протікає пересихаючий струмок з декількома загатами.

## Історія
- 1921 — дата заснування.
- У 2016 році село Комунарське перейменовано на Козацьке[1].

## Економіка
- Молочно-товарна ферма.

## Об'єкти соціальної сфери знесений у 2020 році
- Клуб.